# Кулешов, Олег Михайлович
Олег Михайлович Кулешов (род. 15 апреля 1974, Омск, СССР) — советский и российский гандболист; тренер.

## Биография
В 1996 году он был членом сборной России, который занял пятое место в олимпийском турнире. Он играл все шесть матчей и забил 23 гола.
Выиграл бронзовую медаль в сборной России в Олимпийском турнире 2004 года. Он снова играл все восемь матчей и забил двенадцать голов. 
Так же в составе сборной России становился чемпионом мира (1997), чемпионом (1996) и вице-чемпион (2000) Европы.
На клубном уровне выявлялся победителем гандбольной Лиги чемпионов (сезон-2001/02).  
С 2012 по 2015 год — главный тренер мужской сборной России по гандболу.
С 2016 года является тренером команды третьего дивизиона Германии.
С 2018 по 2019 — главный тренер гандбольного клуба СКИФ (Краснодар).
С сентября 2019 назначен главным тренером клуба «Спартак» (Москва), который позже был переименован в ЦСКА. Покинул свой пост в октябре 2020 года.